# Adams Peak
Adams Peak är en bergstopp i Antarktis. Den ligger i Östantarktis. Nya Zeeland gör anspråk på området. Toppen på Adams Peak är 1 540 meter över havet, eller 850 meter över den omgivande terrängen. Berget bredd vid basen är 7,4 km.
Terrängen runt Adams Peak är varierad. Adams Peak ligger uppe på en höjd som går i nord-sydlig riktning. Trakten är obefolkad. Det finns inga samhällen i närheten. 